# كاناي هيسامي
كاناي هيسامي مواليد 28 يناير 1987 في كيوتو، هي لاعبة كرة مضرب يابانية. أعلى تصنيف لها في الفردي كان المركز الـ 393 في سنة 2011. أعلى تصنيف لها في الزوجي كان المركز الـ 240 في سنة 2012.

## النهائيات

### الفردي (3–2)
| الحصيلة | الرقم | التاريخ        | الدورة                 | الأرضية | المنافس         | النتيجة            |
| ------- | ----- | -------------- | ---------------------- | ------- | --------------- | ------------------ |
| الفوز   | 1.    | 6 يونيو 2005   | طوكيو، اليابان         | صلبة    | ماري تاناكا     | 6–3, 6–3           |
| الوصافة | 1.    | 18 سبتمبر 2005 | هيروشيما، اليابان      | سجاد    | تومويو تاكاجيشي | 3–6, 6–7(4–7)      |
| الفوز   | 2.    | 14 أغسطس 2006  | طوكيو، اليابان         | صلبة    | ميكي ميامرا     | 6–4, 6–2           |
| الفوز   | 3.    | 20 مارس 2011   | ميازاكي، اليابان       | سجاد    | إيمي موتاجاشي   | 6–3, 6–1           |
| الوصافة | 2.    | 9 يناير 2013   | تايبيه, تايبيه الصينية | صلبة    | لي يا هسوان     | 7–6(8–6), 2–6, 4–6 |

## روابط خارجية
- كاناي هيسامي على موقع رابطة محترفات التنس (الإنجليزية)
- كاناي هيسامي على موقع الاتحاد الدولي لكرة المضرب (الإنجليزية)
- كاناي هيسامي على موقع خلاصة التنس.كوم (الإنجليزية)